# Рейнский союз
Ре́йнский сою́з (нем. Rheinbund, фр. Confédération du Rhin) — государственное образование в форме конфедерации суверенных немецких государств, созданное императором Наполеоном I Бонапартом после формальной ликвидации Священной Римской империи германской нации в 1806 году по итогам победы Франции в Войне третьей коалиции.
Договор о создании Рейнского союза был подписан 12 июля 1806 года в Париже.
Фактически, Рейнский союз сохранял статус протектората Первой Французской империи. Об этом свидетельствует и то обстоятельство, что Наполеон I в качестве главы Рейнского союза принял титул протектора Рейнского союза.

## Предыстория
После Люневильского мира с присоединением оккупированных Францией германских областей на левом берегу Рейна продолжилось переустройство мира государств в Центральной Европе. Заключительное постановление Имперской депутации 1803 года привело к радикальным преобразованиям в Священной Римской империи. 112 небольших владений имперских поместий на правом берегу Рейна были объединены в новые государства, что коснулось около 3 млн. человек. Почти все церковные территории были секуляризованы, а большинство бывших свободных имперских городов и многочисленные мелкие имперские рыцари были медиатизированы, в результате чего их власть и влияние были утеряны. Помимо Пруссии, от этого в особенности выиграли курфюршество Баден и герцогство Вюртемберг. Исчезновение имперских рыцарей и церковных территорий означало, что император потерял важные политические столпы. Конец ослабленной Священной Римской империи был близок. Франц II принял титул императора Австрии в 1804 году, чтобы предотвратить предсказуемую потерю статуса. Когда в 1805 году разразилась война третьей коалиции, Бавария, Баден и Вюртемберг вступили в союз с Наполеоном.
После Аустерлицкого сражения и Прессбургского мира Бонапарт смог значительно расширить свои позиции в Европе и в германских государствах. Австрии также пришлось уступить территории, и Наполеон сделал своих братьев Жозефа и Людовика королями Неаполя и Голландии, а его шурин Иоахим Мюрат стал герцогом Бергским. Наполеон делал ставку на союз с Баденом, Баварией и Вюртембергом. После своего поражения Францу II пришлось согласиться на возвышение Баварии и Вюртемберга до королевств. Баден, Гессен-Дармштадт и Берг стали великими герцогствами. Кроме того, Бавария и Вюртемберг стали родственными Наполеону. Власть ставленников также опиралась на легитимные династические браки: Жером Бонапарт был женат на Екатерине Вюртембергской, Стефани де Богарне — на Шарле Людовике Баденском, а Эжен де Богарне — на Огюсте Баварском. С одобрения Франции оставшиеся небольшие имперские поместья теперь были присоединены к центральным штатам. Основное внимание уделялось основанию Рейнской конфедерации

## Образование
12, 16, 19 и 20 июля 1806 г. 16 посланников германских князей подписали Акт о создании Рейнского союза. При этом они объявили, что официально отделятся от империи и объединит свои силы с Францией в конфедерацию и военный союз, а Наполеон будет их защитником. Название сознательно связано с возникшем в 1658 году союзом немецких князей против императора и Бранденбурга Рейнской лигой, к которому присоединился Людовик XIV.
1 августа 1806 г. последовало официальное заявление о выходе из Священной Римской империи, чей император мог лишь наблюдать за этим со стороны. Тогда конец империи и отказ от короны стали неизбежными. Попытка Иоганна Филиппа фон Штадиона выступить в этой ситуации ключевым австрийским иностранным политиком не удалась. В ответ на ультиматум Наполеона 6 августа 1806 года Франц II отказался от своего имперского титула и освободил имперские поместья от их обязанностей по отношению к империи.
К 1808 году к Рейнскому союзу присоединились ещё 20 немецких государств. После поражения Пруссии от Франции в октябре 1806 г. к союзу присоединились многие небольшие центральные и северные германские государства. Кроме того, в 1807 году было основано Вестфальское королевство во главе которого встал Жером Бонапарт. В 1808 году Рейнский союз достиг своего наибольшего размаха: в него входило четыре королевства, пять великих герцогств, тринадцать герцогств и семнадцать княжеств.
Многие бывшие территории империи оставались изолированными: Австрия и Пруссия, герцогство Гольштейн и Шведской Померании под властью короля Дании, ганзейские города Гамбург во французский период, Любек и Бремен вместе с захваченным курфюршеством Ганновер были под властью французских войск. Княжество Эрфурт подчинялось непосредственно французскому императору и образовало французский эксклав в Рейнском союзе.
В 1810 году большие части северо-западной Германии, включая устья рек Эмс, Везер и Эльба, были напрямую включены в состав Франции для лучшего контроля континентальной блокады Великобритании. В 1811 г. площадь союза составляла 325 752 км², в ней проживало 14 608 877 человек; военный контингент насчитывал 119 180 человек. Варшавское герцогство также было связано с союзом через личную унию с Саксонией.

## Провал проекта конфедерации
Курфюрст майнцский Карл Теодор фон Дальберг был назначен князем-примасом Рейнского Союза. Дядя Наполеона кардинал Жозеф Феш был назначен его помощником. Под защитой Наполеона Дальберг надеялся провести реформу старого рейха, за которую он давно выступал. Заявление Наполеона о том, что он хочет восстановить европейскую империю Карла Великого, казалось, соответствовало этому. Он также рассматривал возможность слияния Третьей Германии в качестве противовеса Австрии и Пруссии как положительное событие.
Согласно Закону о Рейнской конфедерации, военный союз должен был быть преобразован в конфедерацию государств. В соответствии с этим Конфедерация Рейна должна была получить общие конституционные органы: Бундестаг под председательством князя-примаса, верховный федеральный суд и своего рода конституцию, так называемый основной закон.
Дальберг представил в Париже два проекта конституций, но оба были отклонены. Надежды на более тесный союз в конечном итоге рухнули из-за воли Баварии и Вюртемберга, которые только что получили королевский статус. Они опасались гораздо больших ограничений свободы действий своего государства со стороны Рейнского союза по плану Дальберга, чем со стороны императора. Поэтому, когда Дальберг созвал Бундестаг в 1806 году, некоторые члены отказались явиться. Наполеон пытался убедить Баварию в 1807 году и других  на Эрфуртском конгрессе в 1808 году. Он также поручил французским экспертам составить новый проект основного закона. В конце концов, однако, он решил не применять его.

## Защита французских интересов
Члены Рейнского союза сильно зависели от воли Наполеона. Позиция протектора была лишь расплывчато сформулирована в законе, а Наполеон во многом определил судьбу федерации. Закон о Рейнской конфедерации предоставил ему право принимать решение о военном союзе. Взгляды Наполеона были доведены до сведения государств союза в штаб-квартире во Франкфурте через французского поверенного в делах Теобальда Бахера, а также через имперских уполномоченных, таких как Жак Клод Беньо, и посланников, которых он назначил для отдельных земель. Для великого герцогства Бергского, регентство которого он осуществлял непосредственно с 1808 года, он назначил государственных секретарей-министров в Париже.
Прежде всего, он был озабочен созданием мощных государств, которые образовывали бы санитарный кордон между Францией и Пруссией с Австрией. Он также хотел закрепить эту сферу влияния, адаптировав к французским условиям. С этой целью он назначал членов семьи и доверенных лиц правителями во вновь созданных государствах или женил их на представителях династий Рейнского Союза: своего зятя Иоахима Мюрата (1806—1808) и своего племянника Наполеона Луи Бонапарта он (последовательно) сделал великими герцогами Бергскими, его брат Жером Бонапарт был королём Вестфалии, пасынок Эжен де Богарне — великий герцог Франкфуртский, двоюродная сестра его первой жены Жозефины Богарне Стефани Таше де ла Пажери стала герцогиней Аренберг-Меппен, племянница Иоахима Мюрата Антуанетта вышла замуж за наследного принца Карла фон Гогенцоллерн-Зигмарингена, а племянница его зятя Феликса Бачокки Фламиния ди Росси стала супругой наследного принца Флорентина цу Зальм-Зальм. В конечном итоге Рейнский союз был призван помочь создать экономически и политически единую Европу под руководством Франции.
Члены Рейнского союза были обязаны предоставить воинские контингенты на случай обороны. На пике расширения немецкие князья давали 119 180 человек. Фактически, солдаты в первую очередь служили интересам французской державы и использовались на различных театрах военных действий. В целях повышения военной эффективности и в качестве дополнения к военным реформам, основанным на французской модели во многих государствах-членах, Наполеон также призвал контингенты союза принять организационные и административные элементы Великой армии. Это варьировалось от разделения войск на корпусную систему, наименования и нумерации частей до использования французского языка.
В значительной степени Рейнская конфедерация могла только наблюдать за решениями Наполеона, например, по торговой политике в связи с континентальной блокадой.
Чтобы отстоять французские интересы в торговой политике, Наполеон нарушал суверенитет объединения. Согласно положениям Закона о Рейнском союзе, суверенитет его члена мог быть передан только с его согласия и только в пользу другого конфедерата. Тем не менее, Франция как неконфедеративный партнёр по альянсу захватила ряд государств, включая княжество Зальм, герцогства Аренберг и Ольденбург..
Государства Рейнского союза сохраняли известную степень свободы действий во внутренней политике, хотя и здесь Наполеон имел влияние и пытался провести структурные реформы. После провала целей Дальберга Бавария в 1807 году начала реформы по образцу Франции. К ним относятся введение конституции, согласование закона с Гражданским кодексом и введение централизованной и бюрократически организованной администрации. Ганзейские города и Гессен-Дармштадт также были обязаны ввести Гражданский кодекс. Целью Наполеона было объединение государственных структур для стабилизации французского господства над Европой. Однако в случае сомнений политические и военные соображения брали верх над идеями либеральных реформ. Райнер Вольфейл указывал, что у Наполеона не было реальной концепции реорганизации, скорее, политика Рейнского союза была выражением «ситуативной, инстинктивной воли к власти».
Часть политики Наполеона также противоречила буржуазным идеалам Французской революции. В Акте о Рейнском союзе были признаны привилегии медиатизированных домов. Новые французские чиновники и военная знать также получили товары. В частности, в Вестфальском королевстве это отрицательно сказалось на цели создания образцового государства, так как снизило первоначальные симпатии населения к новой системе. Продажа значительной части государственного имущества привела к глубокому финансовому кризису, в результате налоги были значительно увеличены. Вместе с призывом на военную службу и последствиями войны это привело к социальным лишениям, а впоследствии и к крестьянским волнениям.

## Возникновение и развитие
В начале XIX века Германия всё ещё оставалась Священной Римской империей германской нации. В неё входило более 350 государств разной степени независимости.
Однако среди германских государств выделялись Пруссия, Саксония, Бавария, Вюртемберг и особенно Австрия, являвшаяся крупнейшим государственным образованием в Священной Римской империи.
Эти государства формально находились в подчинении германо-римского императора и имперского сейма, но фактически обладали полной независимостью. Дворянство было неоднородно по составу и находилось в зависимости от королей, князей или от императора; городское население состояло из патрицианских семей, городских бюргеров, подмастерьев и учеников, зависимых от мастеров. Крестьяне были в основном крепостными. По сравнению с другими государствами, такими как Англия и Франция, Германию можно было назвать экономически, социально и политически отсталой.
Французская революция точно громовая стрела ударила в этот хаос, называемый Германией.
Наполеоновские войны перекроили карту германских земель: из 51 вольного имперского города Наполеон оставил всего 5, остальные же были переданы десятку крупнейших государств. Та же судьба постигла сотни мелких княжеств, церковные владения и земли имперских рыцарей.

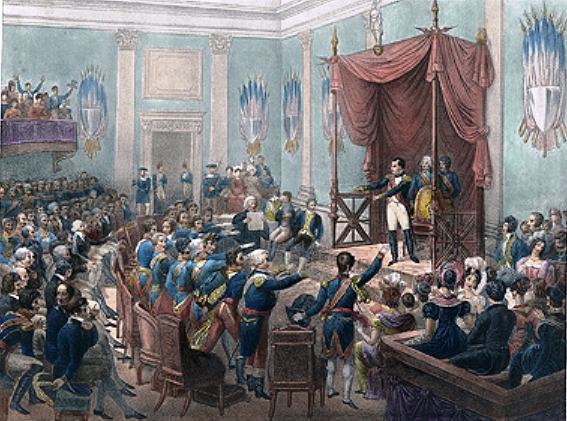
Клятва князей при образовании Рейнского союза. Мотте (1820—1830).

При подписании договора о создании Рейнского союза 12 июля 1806 года 16 южно- и западногерманских княжеств официально объявили о своём выходе из рейха и объединении в конфедерации под патронажем Наполеона. Перед подписанием Наполеон поставил перед участниками 24-часовой ультиматум, при котором в случае неподписания французские войска должны были быть введены в южно- и западногерманские земли. Спустя несколько дней после заключения договора о Рейнском союзе Франц II, ставший в 1804 году императором Австрийской империи, отрёкся от престола Священной Римской империи германской нации и объявил о её упразднении. Это было также выполнением ультиматума Наполеона.
До 1808 года к Рейнскому союзу присоединились ещё 23 немецких государства. Уже вследствие поражения Пруссии против Франции в битве при Йене в его состав вошли многие центрально- и северонемецкие мелкие государства.
В 1808 году Рейнский союз достиг своих наибольших размеров. Он охватывал четыре королевства, пять великих герцогств, тринадцать герцогств, семнадцать княжеств, а также независимые ганзейские города Гамбург, Любек и Бремен. Последним к Рейнскому союзу присоединился князь Ангальт-Дессау и получил за это титул герцога. В стороне остались лишь Пруссия, Австрия, принадлежавшее Дании герцогство Гольштейн и Шведская Померания. В 1810 году большие части северной Германии, включающие устья Эмса, Везера и Эльбы, были аннексированы непосредственно наполеоновской Францией, чтобы лучше контролировать континентальную блокаду Великобритании.

Памятная медаль

Рейнский союз был в значительной мере военным альянсом, а его члены были обязаны предоставлять Франции многочисленные военные контингенты. В ответ многие из них были подняты в статусе (Баден, Гессен-Дармштадт, герцогства Клеве и Берг стали великими герцогствами, а Вюртемберг и Бавария — королевствами), а также достигли порой крупного расширения своих владений. Дружественным себе Рейнским союзом Наполеон создал значительное буферное пространство на северо-востоке Франции. От решений Наполеона Рейнский союз зависел не только в военной сфере, но, в рамках континентальной блокады Англии, и в торговой политике.
По договору Рейнский союз должен был иметь общие конституционные органы, что однако вскоре было отброшено вследствие стремления более крупных членов союза к самостоятельности. Бундестаг, организованный председательствующим князем Карлом Теодором фон Дальбергом, так и не собрался, поскольку в нём отказывались участвовать прежде всего Вюртемберг и Бавария.
В 1813 году, после поражения Наполеона в Битве народов под Лейпцигом, Рейнский союз распался. На сегодняшний момент единственным его членом, сохранившим независимость, является княжество Лихтенштейн.
Австрия и Пруссия в составе Шестой коалиции приняли участие в победе над Наполеоном, которая давала германским государствам новый шанс к объединению.

## Члены союза
В следующих таблицах перечислены члены Рейнского союза с датами вступления и выставляемыми воинскими контингентами (в скобках):

### Королевства и великие герцогства
| Флаг | Монархия                                                              | Дата присоединения | Примечание                                                                                     |
| ---- | --------------------------------------------------------------------- | ------------------ | ---------------------------------------------------------------------------------------------- |
|      | Великое герцогство Баден                                              | 12 июля 1806       | Соучредитель; ранее маркграфство (8 000)                                                       |
|      | Королевство Бавария                                                   | 12 июля 1806       | Соучредитель; ранее герцогство (30 000)                                                        |
|      | Великое герцогство Берг                                               | 12 июля 1806       | Соучредитель; бывшее Герцогство Берг, к которому было присоединено Герцогство Клевское (5 000) |
|      | Королевство Вестфалия                                                 | 15 ноября 1807     | Создано Наполеоном (25 000)                                                                    |
|      | Королевство Вюртемберг                                                | 12 июля 1806       | Соучредитель; бывшее герцогство (12 000)                                                       |
|      | Великое герцогство Вюрцбург                                           | 23 сентября 1806   | Создано Наполеоном (2 000)                                                                     |
|      | Великое герцогство Гессен                                             | 12 июля 1806       | Соучредитель; бывшее ландграфство (4 000)                                                      |
|      | Королевство Саксония                                                  | 11 декабря 1806    | Бывшее герцогство (20 000)                                                                     |
|      | Земли эрцканцлера (архиепископство Регенсбург, княжество Ашаффенбург) | 12 июля 1806       | Соучредитель; с 1810 — Великое герцогство Франкфурт                                            |

### Княжества и герцогства
| Флаг | Монархия                                | Дата присоединения | Примечание |
| ---- | --------------------------------------- | ------------------ | --- |
|      | Герцогство Анхальт-Бернбург             | 11 апреля 1807     | (700) |
|      | Герцогство Анхальт-Дессау               | 11 апреля 1807     | (700) |
|      | Герцогство Анхальт-Кётен                | 11 апреля 1807     | (700) |
|      | Герцогство Аренберг-Меппен              | 12 июля 1806       | Соучредитель; медиатизировано 13 декабря 1810 (4000)                                                            |
|      | Княжество Вальдек                       | 11 апреля 1807     | (400) |
|      | Княжество Гогенцоллерн-Хехинген         | 12 июля 1806       | Соучредитель (4000)                                                                                             |
|      | Княжество Гогенцоллерн-Зигмаринген      | 12 июля 1806       | Соучредитель (4000)                                                                                             |
|      | Княжество Зальм                         | 25 июля 1806       | Соучредитель; 13 декабря 1810 года аннексировано Францией (4000)                                                |
|      | Княжество Изенбург-Бирштайн             | 12 июля 1806       | Соучредитель (4000)                                                                                             |
|      | Княжество Лейен                         | 12 июля 1806       | Соучредитель; бывшее графство (4000)                                                                            |
|      | Княжество Лихтенштейн                   | 12 июля 1806       | Соучредитель (4000)                                                                                             |
|      | Княжество Липпе-Детмольд                | 11 апреля 1807     | (650) |
|      | Герцогство Мекленбург-Шверин            | 22 марта 1808      | (1900) |
|      | Герцогство Мекленбург-Стрелиц           | 18 февраля 1808    | (400) |
|      | Герцогство Нассау (Узинген и Вайльбург) | 12 июля 1806       | Объединение княжеств Нассау-Узинген и Нассау-Вейльбург, являвшихся соучредителями Рейнского союза (4000 каждое) |
|      | Герцогство Ольденбург                   | 14 октября 1808    | 13 декабря 1810 аннексировано Францией (800)                                                                    |
|      | Княжество Рёйсс-Грейц                   | 11 апреля 1807     | (400) |
|      | Княжество Рёйсс-Лобенштайн              | 11 апреля 1807     | (400) |
|      | Княжество Рёйсс-Шлейц                   | 11 апреля 1807     | (400) |
|      | Княжество Рёйсс-Эберсдорф               | 11 апреля 1807     | (400) |
|      | Герцогство Саксен-Веймар                | 15 декабря 1806    | (часть от 2000 для саксонских герцогств)                                                                        |
|      | Герцогство Саксен-Гильдбурггаузен       | 15 декабря 1806    | (часть от 2000 для саксонских герцогств)                                                                        |
|      | Герцогство Саксен-Гота-Альтенбург       | 15 декабря 1806    | (часть от 2000 для саксонских герцогств)                                                                        |
|      | Герцогство Саксен-Кобург-Заальфельд     | 15 декабря 1806    | (часть от 2000 для саксонских герцогств)                                                                        |
|      | Герцогство Саксен-Мейнинген             | 15 декабря 1806    | (часть от 2000 для саксонских герцогств)                                                                        |
|      | Княжество Шаумбург-Липпе                | 11 апреля 1807     | (650) |
|      | Княжество Шварцбург-Зондерсхаузен       | 11 апреля 1807     | (650) |
|      | Княжество Шварцбург-Рудольштадт         | 11 апреля 1807     | (650) |

## Карты

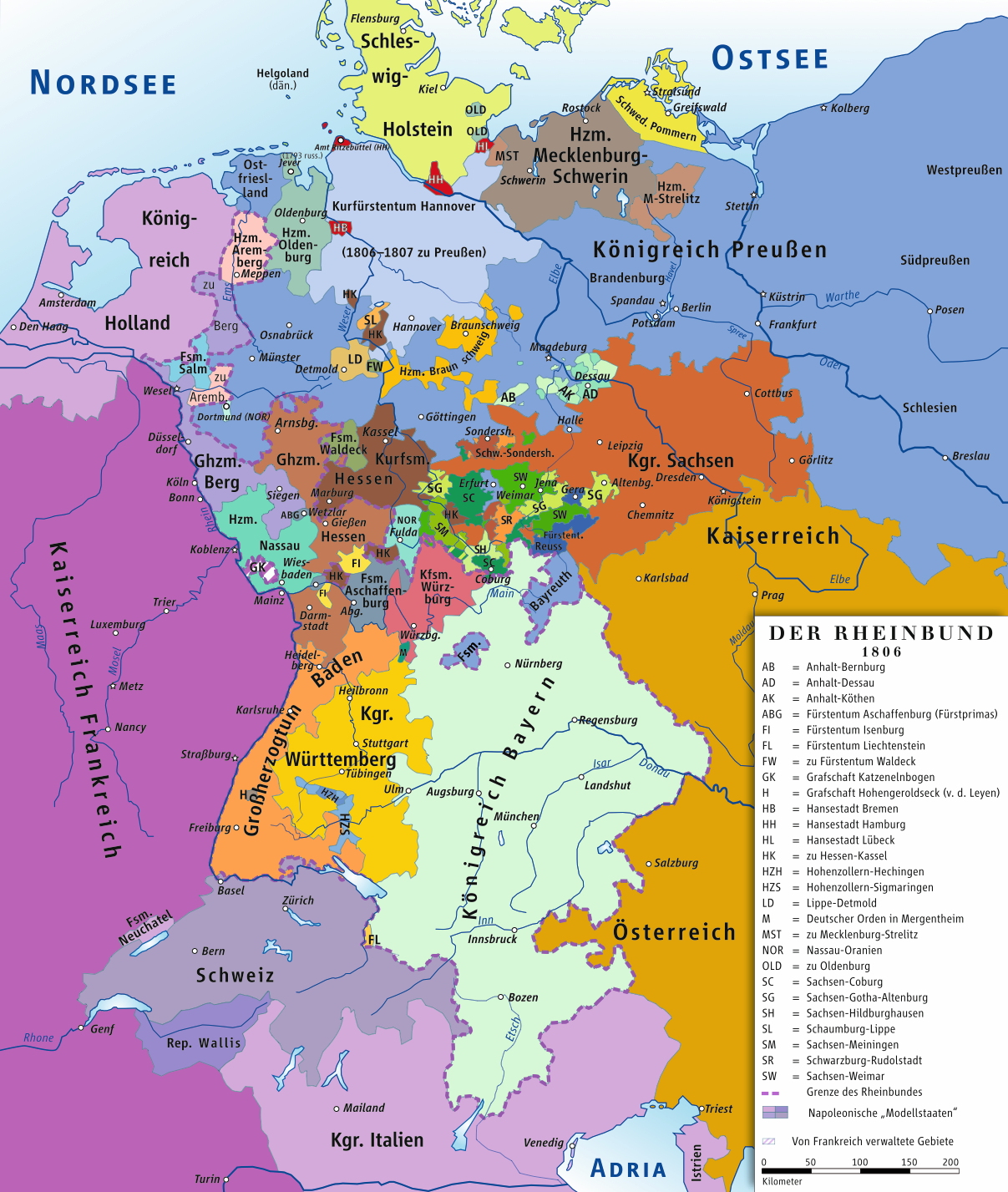
Рейнский союз в 1806 году
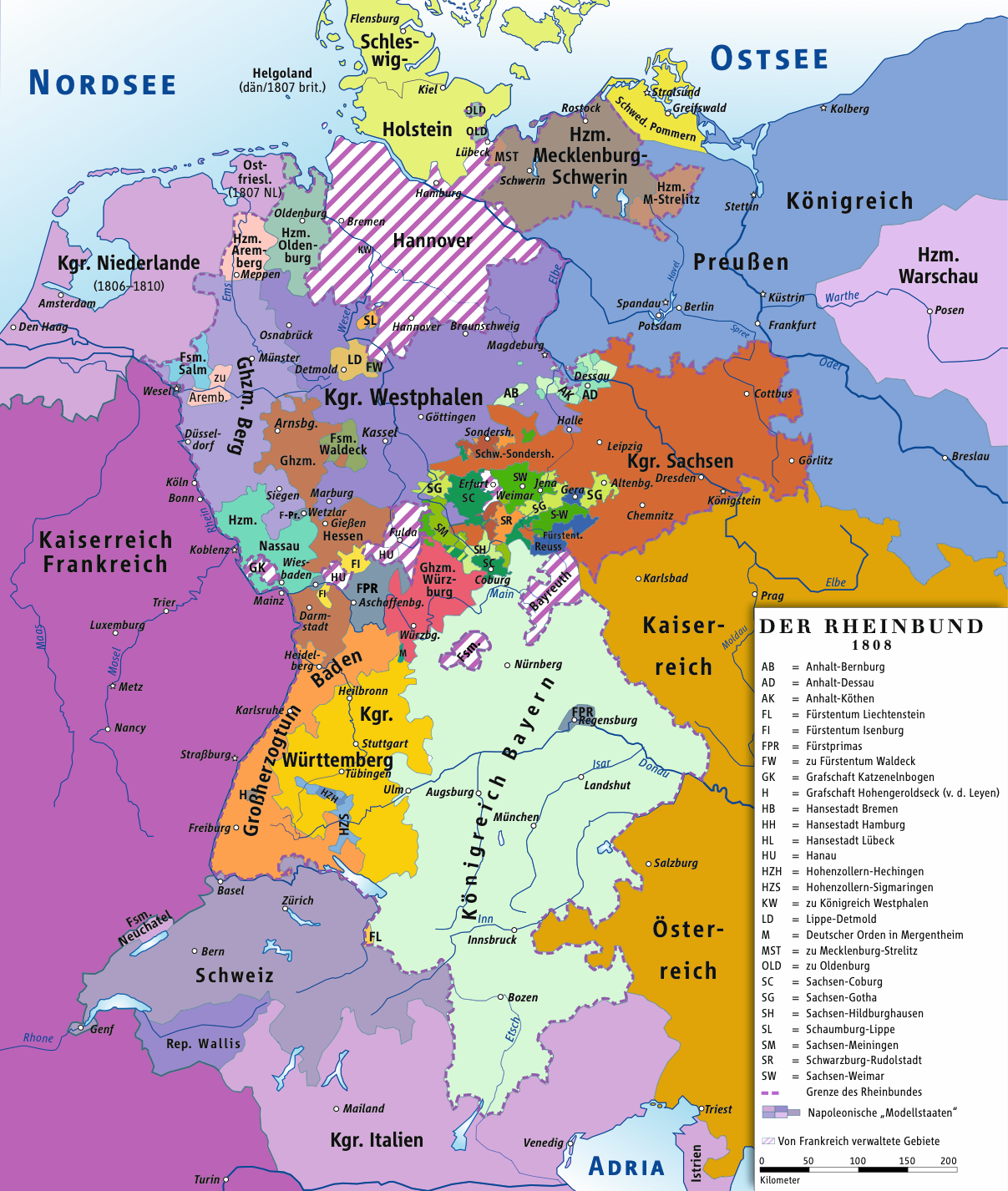
Рейнский союз в 1808 году
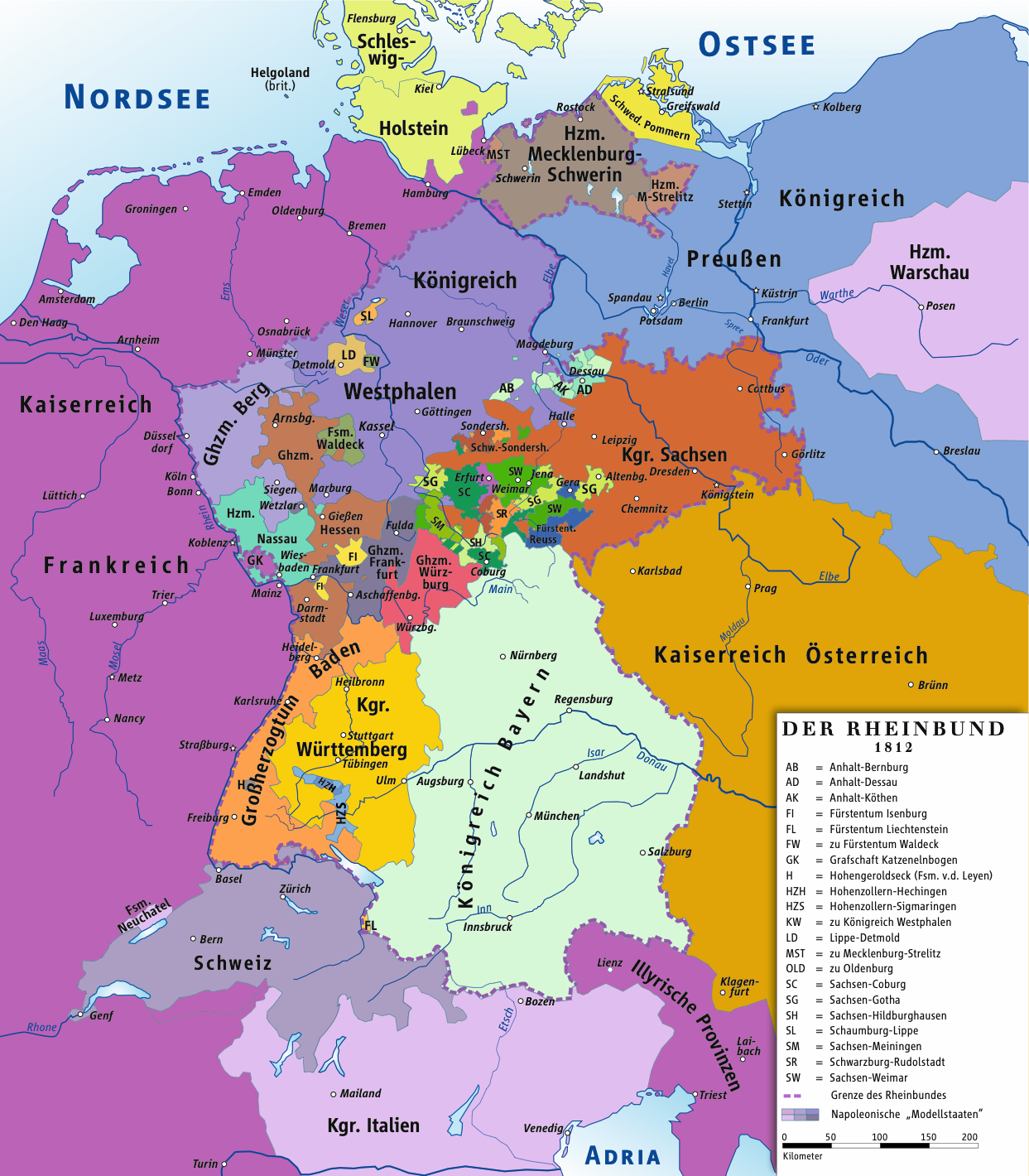
Рейнский союз в 1812 году